# Анталія (затока)
Анталія (тур. Antalya Körfezi) — затока на півдні Туреччини.

## Опис

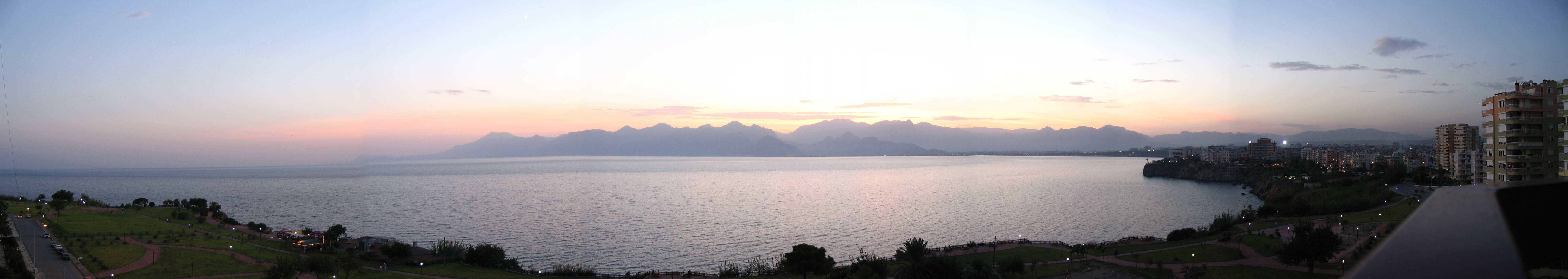
Гори Тавра у місті Кемер.

Затока тягнеться від Анамура на сході до Східного Тавра на заході. Довжина по прямій становить 200 км. В затоці не має яких-небудь значних островів. Він охоплює знаменитий курортний регіон, Турецьку рів'єру (220 км від Кемера до Газипаши). Узбережжя частково є крутим з високими скелями (насамперед, на крайньому сході та заході), мають місце також низькі піщані пляжі з низькими кущами і соснової рослинністю.
В затоку впадає річка Аксу.

## Місця
Дає ім'я затоки і найбільше місто — Анталія. Найважливіша галузь економіки регіону — туризм. Інші міста затоки:Кемер, Белек, Манавгат, Сіде, Аланія.